# Castel San Lorenzo rosso
Il Castel San Lorenzo rosso è un vino DOC la cui produzione è consentita nella provincia di Salerno, in particolare nel paese di Castel San Lorenzo.

## Caratteristiche organolettiche
- colore: rubino più o meno intenso.
- odore: vinoso, caratteristico, a volte fruttato.
- sapore: secco, leggermente acidulo, giustamente tannico.

## Produzione
Provincia, stagione, volume in ettolitri
- Salerno  (1992/93)  98,0
- Salerno  (1993/94)  98,0
- Salerno  (1994/95)  87,74
- Salerno  (1995/96)  79,88
- Salerno  (1996/97)  62,26